# Henri Dentz
Pour les articles homonymes, voir Dentz.
Henri Dentz [dɛnts] , né le 16 décembre 1881 à Roanne (Loire) et mort le 13 décembre 1945 à la prison de Fresnes (Seine), est un officier général français.
Il participa aux deux guerres mondiales. À la tête des troupes de l'armée de Vichy en Syrie mandataire, il lutte contre l'offensive des Britanniques et des Français libres en juin et juillet 1941. Condamné à mort à la Libération en avril 1945, sa peine est commuée en prison à vie, mais il meurt de maladie quelques mois plus tard.

## Biographie

### Famille
Son père, Antoine Dentz (1853-1929), est le fils d'Étienne Dentz (1817-1868), maréchal-ferrant natif d'Altorf et de Madeleine Werlé (1815-1870). Il naît à Saverne dans le Bas-Rhin, et quitte l'Alsace en 1871 à la suite de l'annexion allemande de 1870 pour ne pas devenir allemand. Venu à Paris, il s'engagea dans l'armée et devint officier d'administration d'artillerie. Il obtient la distinction d'officier de la Légion d'honneur et la médaille militaire,. La mère d'Henri Dentz, Éléonore Paccard (1862-1930), est la fille de cafetiers.
Antoine Dentz et Éléonore Paccard se marient à Roanne le 11 janvier 1881. Après Henri, né le 16 décembre de la même année, ils donnent naissance à André (1888-1969).
Celui-ci entre dans l'armée ; officier, distingué comme officier de la Légion d'honneur puis versé dans la réserve, il devient industriel, administrateur de la SFFC et président de la Fédération française des carburants.  
Henri Dentz se marie le 15 mars 1905 à Tunis avec Théa Noetinger (née en 1881 à Mustapha (Algérie)).

## Carrière militaire
En 1900, il passe et réussit le concours d'admission de l'École spéciale militaire de Saint-Cyr en 3e position,,. Il y entre le 29 octobre (Promotion du Tchad), pour en sortir 2 ans après, major de sa promotion sur 514 élèves.
- 26 septembre 1902 : Promu sous-lieutenant au 4e régiment de zouaves.
- 1er octobre 1904 : Promu lieutenant.
- 1907 : Participe à l'expédition du massif des Béni-Snassen au Maroc.

En 1908, il participe au début de la campagne du Maroc dans la colonne des généraux d'Amade et Drude. Puis il est affecté au 58e régiment d'infanterie le 14 octobre 1908 ; à partir du 3 novembre, il suit les cours de l'École supérieure de guerre. Passé au 27e régiment d'infanterie le 25 septembre 1909, il est breveté d'état-major en 1910.
- 10 octobre 1910 : Stagiaire à l'État-major du 8e corps d'armée.
- 27 mars 1913 : Nommé capitaine au 39e régiment d'infanterie.

### Première Guerre mondiale
- 2 août 1914 : Affecté au Service des chemins des fers.
- 30 septembre 1917 : Promu chef de bataillon au 31e régiment d'infanterie.
- 24 février 1918 : Nommé chef d'État-major de la 51e division d'infanterie.
- 5 octobre 1918 : Affecté au Grand Quartier général.
- 15 octobre 1918 : Affecté à la Direction des transports militaires aux armées.

### Entre-deux-guerres
- 7 février 1919 : Affecté à la mission militaire de Prague auprès de la République tchécoslovaque (adjoint du général Pellé).
- 16 mars 1921 : Affecté à l'État-major de l'armée.
- 17 mars 1921 : Détaché à l'État-major général de la Haute-commission française des territoires rhénans à Mayence.
- 1er juin 1921 : Affecté à l'État-major du corps d'occupation de Constantinople comme officier de liaison de l'État-major auprès du Haut-commissariat de la République française à Constantinople.
- 22 avril 1924 : Passé au 21e régiment de tirailleurs algériens.
- 22 avril 1924 : Chef du service des renseignements de l'armée française au Levant à Damas (auprès du général Weygand puis du général Sarrail)[16].
- 25 décembre 1926 : Nommé lieutenant-colonel au 95e régiment d'infanterie.
- 1er juin - 1er juillet 1927 : Détaché comme instructeur à Versailles.
- 1er septembre 1929 : Nommé chef d'État-major de la 9e division d'infanterie.
- 22 juin 1931 : Promu colonel.
- 1931 : Détaché au Centre des hautes études militaires.
- 5 septembre 1931 : Réaffecté au 95e régiment d'infanterie.
- 18 juillet 1934 : Nommé commandant par intérim de la 54e brigade d'infanterie à Gap.
- 3 décembre 1934 : Promu général de brigade.
- 1937 : Aide-major général chargé des théâtres d'opérations extérieurs.

### Seconde Guerre mondiale
À partir de septembre 1939, il est nommé général de corps d'armée et commande successivement le 15e corps d'armée dans les Alpes pendant trois semaines, puis le 12e corps d'armée en Alsace dans le secteur fortifié de Haguenau.
Il reçoit le 2 juin 1940 l'ordre de rejoindre la capitale pour devenir adjoint du général Héring, gouverneur militaire de Paris. Le 12 juin, Paris est déclarée « ville ouverte » et Héring replie alors ses troupes au sud de la Loire. Le 13 juin 1940, Henri Dentz le remplace comme gouverneur militaire de Paris, et reçoit la mission de remettre la capitale à l'ennemi le lendemain, 14 juin.
Quelques jours après l'Armistice du 22 juin 1940, le 27 juin, il prend le commandement de la 15e division militaire à Marseille qu'il occupe jusqu'au 28 décembre 1940.
Le 27 novembre 1940, Jean Chiappe, tout juste nommé haut-commissaire de France au Levant, disparait en Méditerranée lors de son vol vers le Liban. Un mois plus tard, le 29 décembre 1940, Dentz est placé hors cadres et est mis à la disposition du ministre secrétaire d'État aux Affaires étrangères pour remplir les fonctions de Haut-commissaire de l'État français au Levant, et est en même temps nommé commandant supérieur des troupes françaises au Levant.
Sur ordre de l'amiral Darlan, il fait passer en Irak deux trains d’armes françaises destinées aux partisans du Premier ministre irakien Rachid Ali al-Gillani, révolté contre les Britanniques lors de la guerre anglo-irakienne. En outre, quelque 70 avions militaires allemands dont certains arborent la cocarde tricolore sont autorisés à transiter par la Syrie mandataire et le Liban. Il tente néanmoins de limiter la présence allemande à la seule région d’Alep.
De juin 1941 à juillet 1941, en tant que général d'armée, lors de la campagne de Syrie, il s’oppose par la force aux Alliés, commandés par le général Wilson (et comprenant les Français libres commandés par le général Legentilhomme). N’ayant pas obtenu de renforts, ni les avions allemands qu'il réclamait pour bombarder Britanniques et Français libres, il demande le 9 juillet aux Britanniques les conditions de l'armistice. Celui-ci est signé le 14 juillet 1941 à Saint-Jean-d'Acre. Cette convention d'armistice, signée par les Britanniques d'un côté et par les troupes de Dentz fidèles au régime de Vichy de l'autre, stipule que les militaires de Syrie ne pourront pas être poursuivis. Le général de Gaulle estime que la France libre n’est pas engagée par une convention qu’elle n'a pas signée.
Du 29 septembre 1941 à 1942, il est chargé de l’inspection générale des troupes rapatriées du Levant ; de 1942 à 1943, il est président de la Commission d'octroi des récompenses de la guerre 1939-1940. Henri Dentz, atteint par la limite d'âge, cesse ses fonctions le 14 juin 1943. Il se fixe alors à Grenoble puis est arrêté le 4 septembre 1944 par une patrouille de FFI. Au cours de l’épuration, il est inculpé le 4 avril 1945 d’intelligence avec l'ennemi. Ses avocats sont Me René de Vésinne-Larue et Me Alcide Delmont ; le jugement est prononcé par la Haute Cour de justice le 20 avril 1945 : il est condamné à mort, à la dégradation militaire, à la confiscation de ses biens, et à la radiation des matricules de la Légion d'honneur.
Le général de Gaulle le gracie et sa peine se trouve commuée en détention à vie le 18 octobre. Son état de santé s'étant rapidement détérioré, il meurt d'une crise cardiaque à la prison de Fresnes le 13 décembre 1945.
Il est inhumé au cimetière de Neuilly-sur-Seine le 19 décembre 1945.

## Décorations

### Décorations françaises
- Grand officier de la Légion d'honneur (21 septembre 1941), remise le 30 octobre 1941 par l'amiral Darlan à Arles, en présence des généraux Huntziger et Bergeret[19], rayé des matricules de la Légion d'honneur le 20 avril 1945.
  -  Commandeur de la Légion d'honneur (6 décembre 1940).
  -  Officier de la Légion d'honneur (7 juillet 1927).
  -  Chevalier de la Légion d'honneur (3 mai 1916).
- Croix de guerre 1914–1918 (3 citations).
- Croix de guerre 1939-1940.
- Croix du combattant.
- Médaille commémorative du Maroc (avec agrafes Oujda et Casablanca).

### Décoration étrangère
- Officier du Nichan Iftikhar Officier de l'ordre du Nichan Iftikhar (Tunisie).